# Bleptina disjectalis
Bleptina disjectalis là một loài bướm đêm trong họ Noctuidae.